# 15516 Langleben
15516 Langleben este o planetă minoră (asteroid), cu un diametru de 4,992 km, din centura de asteroizi. A fost descoperită pe 5 noiembrie 1999 la Experimental Test Site⁠(d) de Lincoln Near-Earth Asteroid Research. 
Obiectul prezintă o orbită caracterizată de o semiaxă mare de 2,6740786 UAi, o excentricitate de 0,17, o înclinație de 12,51389 ° în raport cu ecliptica.